# 石内尋常高等小学校 花は散れども
『石内尋常高等小学校 花は散れども』（いしうちじんじょうこうとうしょうがっこう はなはちれども）は、2008年公開の日本映画。新藤兼人が95歳にして監督と脚本を手がけた。

## ストーリー
大正時代末期、広島県の山奥にある石内尋常高等小学校には、心優しい熱血教師・市川（柄本明）がいた。彼の元で育った生徒たちが戦争をはさんで30年後、石内村役場に勤める三吉（六平直政）の呼びかけにより同窓会を兼ねた市川の定年祝いに集結する。
卒業後に村を出て、現在は東京で売れない脚本家となっている良人（豊川悦司）は、恩師である市川や同級生の三吉、そして、当時互いに想いを寄せあっていたみどり（大竹しのぶ）と30年ぶりに再会を果たす。

## キャスト
市川義夫
演 - 柄本明
良人たち6年1組の担任教師。喜怒哀楽の感情豊かな性格。いつも声が大きく騒がしい性格なため一見厳しいようだが、子どもたちの話を聞いた上で叱ったり寛容な態度を取る。30年後、自身の定年退職の祝賀会兼良人たちの同窓会に夫婦揃って招待される。新しく建てられた石内小学校のすぐそばの家で暮らすようになる。
山崎良人
演 - 豊川悦司、吉久直希（幼少）
市川の教え子。6年1組の級長(学級委員)。現在は東京で脚本家をしているがまだ代表作と言える物はない状態。戦争時は、海軍の掃除部隊となり予科練の宿舎や宝塚歌劇団の劇場の掃除を担当。独身。本人によると「昔から綺麗事ばかり言っては、肝心な時に逃げ出す決断力のない性格」と自認している。
森山三吉
演 - 六平直政、大西賢（幼少）
市川の教え子。おちゃらけた性格でクラスのムードメーカー。高等小学校時代は授業中に居眠りをすることがあり「居眠りの三ちゃん」と呼ばれていた。現在は石内村役場の収入役として働く。同窓会では司会を担当。
市川道子（旧姓・林）
演 - 川上麻衣子
市川の妻。義夫の同僚教師で冒頭で夫婦となる。ハキハキとした口調で話し、快活で勇ましく凛とした女性だが少々興奮しやすい性格。30年後、夫の退職を機に自身も教職を離れ、廿日市市に娘夫婦が暮らしている。良人たちが集まって石内小学校の校歌を歌う時はいつも指揮を担当している。
尾崎芳枝
演 - 角替和枝
市川の教え子。卒業後は結婚して2人の子供をもうけるが、その後夫を戦争で亡くし生活のために畑を売るなど苦労している。
吉田早苗
演 - りりィ
市川の教え子。卒業後は結婚するが子供はおらず、夫を戦争で亡くしその後は1人で農家をして暮らしている。
藤田芳夫
演 - 大杉漣
市川の教え子。卒業後は終戦間際に配属された部隊で広島に訪れた際、被爆者となり現在も顔の左側にヤケドの痕が残り、人一倍戦争を憎んでいる。製材所で働いている。
田中初子
演 - 渡辺督子
田川里子
演 - 根岸季衣
卒業後は隣村の家の長男に嫁ぐが戦死し、義両親から頭を下げられて次男と結婚するも彼も戦争で亡くす。
良人の母
演 - 吉村実子
詳細は不明だが訳あって所有していた山や家などを売って、蔵の中で家族で住むほどお金がない状態になる。中学受験を諦めてもらった良人のことを不憫に思う。
良人の父
演 - 木場勝己
撮影隊の監督
演 - 原田大二郎
市川たちが学校の修学旅行で三笠山を訪れた時に偶然出会う活動写真のロケ隊。撮影中に市川の邪魔が入り撮り直しになったため腹を立てる。
撮影隊の助監督
演 - 田口トモロヲ
市川を田舎者呼ばわりして見下す態度を取る。撮影中に市川とトラブルを起こす。
殺陣師
演 - 二家本辰己
みどりの義父
演 - 上田耕一
『海楽亭』の料理人をしている。息子(みどりの夫)は料理の修行をするためここしばらく大阪で暮らしているとのこと。
みどりの娘
演 - 山田海遊
プロデューサー
演 - 大森南朋
良人の仕事相手。良人が執筆した原稿の出来がいまいなだと判断する。数年後、脚本を依頼するようになる。
三十年後の校長
演 - 松重豊
石内小学校の校長。市川のことを尊敬している。市川と彼のことを知らない用務員が押し問答になった時に市川をかばう。
藤川みどり（結婚後は、さめじま姓となる）
演 - 大竹しのぶ、渡辺栄香（幼少）
市川の教え子。副級長で、クラスの女子生徒の中で目立つ存在。現在は、作中の同窓会が開かれる旅館『海楽亭』の女将。実は良人に15年間片思いしていたが恋が実らず、『海楽亭』に嫁いだ。その後一人娘の母となる。
村長
演 - 下飯坂菊馬
事務員
演 - 小林きな子
小使さん
演 - 加地健太郎
アパートの管理人
演 - 平野稔
駅長
演 - 麿赤兒
ほか
三吉幼少時代のクラスメイト：広島市立石内小学校の生徒と広島市立山田小学校の生徒

## スタッフ
- 監督/原作/脚本：新藤兼人[4]
- プロデュース：新藤次郎
- 監督健康管理：新藤風
- 撮影：林雅彦
- 照明：山下博
- 音楽：林光
- 録音：尾崎聡
- 美術：金勝浩一
- 編集：渡辺行夫
- 小道具：相田敏春
- 助監督：山本保博
- ラインプロデューサー：岩谷浩
- 特殊メイク：原口智生、森田誠
- 殺陣：二家本辰己
- 現像：IMAGICA
- スタジオ：日活撮影所
- 撮影協力：広島フィルム・コミッション、石内連合町内会、広島市教育委員会、おのみちフィルム・コミッション、江田島市、東広島市、安芸高田市美土里町横田振興会、奈良フィルムコミッション、フィルムコミッション奈良県サポートセンター ほか
- 共同プロデューサー：河野聡、伊藤成人、須藤秋美
- 製作者：新藤次郎、川城和実、石川博、李鳳宇
- 製作委員会メンバー：近代映画協会、バンダイビジュアル、テレビ東京、シネカノン

## その他
- 撮影現場では、周囲が新藤監督の健康に配慮し、毎日16時ごろに撮影を終えたが、新藤監督は『まだ撮れるじゃないですか』と車椅子から立ち上がり続行を望んだという。
- 作中で歌われる石内尋常高等小学校校歌は実際の校歌ではなく、新藤が作詞し、音楽担当の林光が作曲した映画オリジナルの曲である。実際の校歌は、新藤が卒業した後の1936年（昭和11年）に永井建子が作詞作曲している。
- 屋内ロケの1/3が尾道市の料亭竹村家で行われた。